# Laodian (köpinghuvudort i Kina, Shaanxi, lat 34,17, long 108,56)
Laodian (kinesiska: 涝店, 涝店镇) är en köpinghuvudort i Kina. Den ligger i provinsen Shaanxi, i den nordvästra delen av landet, omkring 33 kilometer väster om provinshuvudstaden Xi'an. Antalet invånare är 32 346. Befolkningen består av 15 659 kvinnor och 16 687 män. Barn under 15 år utgör 13,0 %, vuxna 15-64 år 76 %, och äldre över 65 år 9,0 %.
Runt Laodian är det tätbefolkat, med 442 invånare per kvadratkilometer. Närmaste större samhälle är Yuxia, 13,6 km söder om Laodian. Trakten runt Laodian består till största delen av jordbruksmark.
Genomsnittlig årsnederbörd är 669 millimeter. Den regnigaste månaden är september, med i genomsnitt 149 mm nederbörd, och den torraste är december, med 1 mm nederbörd.